# Giovanni Battista Pioda

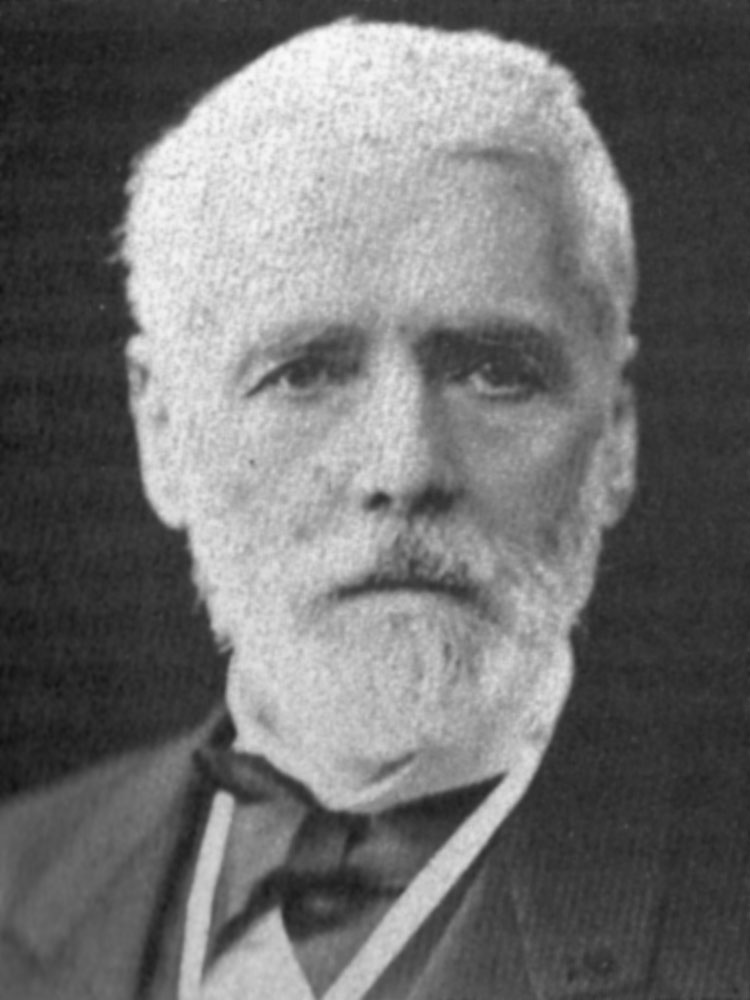
Giovanni Battista Pioda

Giovanni Battista Pioda (* 4. Oktober 1808 in Locarno; † 3. November 1882 in Rom; heimatberechtigt in Locarno; auch Giovan Battista Pioda genannt) war ein Schweizer Politiker, Jurist und Diplomat. Er gehörte zu den führenden Persönlichkeiten des Liberalismus im Kanton Tessin, fast drei Jahrzehnte lang war er als Staatsanwalt, Staatsschreiber und Mitglied der Kantonsregierung tätig. Nach neun Jahren Zugehörigkeit zum Nationalrat und zum Ständerat wurde er 1857 als Vertreter der liberalen Mitte (der heutigen FDP) in den Bundesrat gewählt. Diesem gehörte er sechs Jahre lang an. Anschliessend vertrat er die Interessen der Schweiz als Schweizer Gesandter in Italien.

## Biografie

### Studium und Beruf
Pioda entstammte einer einflussreichen Locarneser Familie; er war das älteste von elf Kindern des gleichnamigen Majors Giovan Battista Pioda, späterer Staatsrat und Abgesandter der Tagsatzung, und seiner Frau Teresa Ghiringhelli. Drei seiner Brüder erlangten später ebenfalls Bekanntheit: Giuseppe als Architekt, Luigi als Staatsrat und Paolo als Professor. 1816 zog die Familie vorübergehend ins Königreich der Vereinigten Niederlande, wo der Vater das Kommando eines Bataillons übernommen hatte. Pioda ging in einem Institut in Mechelen zur Schule und kehrte im Alter von 16 Jahren ins Tessin zurück. Seine Ausbildung setzte er bei den Benediktinern in Bellinzona fort. Ab 1825 besuchte er die Klosterschule in Einsiedeln. Am Collegio Gallio in Como studierte er Philosophie, danach Rechtswissenschaft an der Universität Pavia.
Aufgrund seines liberalen Gedankenguts stand Pioda in Pavia unter Beobachtung der österreichischen Behörden. Auch war er nach einem kurzen Besuch in Neapel des Landes verwiesen worden. 1830 veröffentlichte er die Schrift Osservazioni intorno alla riforma della Costituzione del Cantone Ticino («Betrachtungen zur Reform der Verfassung des Kantons Tessin von allen Seiten her»), in der er die Einführung des allgemeinen Wahlrechts, die Pressefreiheit und den Ausbau des Bildungswesens forderte. Nach dem Studienabschluss 1831 absolvierte er bei Domenico Galli ein Anwaltspraktikum, zwei Jahre später erhielt er das Anwalts- und Notariatspatent. 1834 folgte die Wahl zum Staatsanwalt des Kreises Locarno. Im darauf folgenden Jahr heiratete er Agata Sozzi-Sorbolonghi aus Giornico, mit der er acht Kinder hatte.

### Kantons- und Bundespolitik
Während der Revolution im Dezember 1839 rissen die Liberalen die Macht im Tessin an sich. Der neu zusammengesetzte Staatsrat (consiglio di stato), die Kantonsregierung, setzte Pioda daraufhin als Staatsschreiber ein. In diesem Amt war er 1841 aktiv an der Niederschlagung eines Putschversuchs der Ultramontanen beteiligt. 1842 wurde er selbst in den Staatsrat gewählt und übernahm die Leitung des Innenministeriums, ebenso war er für die Postverwaltung zuständig. Ab 1847 war er wiederum Staatsschreiber, ehe er 1855 ein zweites Mal in den Staatsrat einzog (diesmal als Baudirektor).
Aufgrund der starken Opposition misslangen 1843 und 1851 zwei Versuche, das allgemeine Wahlrecht einzuführen. Hingegen konnte ein neues liberales Schulgesetz eingeführt und 1848 die kirchlichen Güter verstaatlicht werden. Die Unterstützung der italienischen Unabhängigkeitsbewegung führte zu Sanktionen seitens Österreichs. Beispielsweise verursachte die Ausweisung sämtlicher Tessiner aus dem Königreich Lombardo-Venetien im Jahr 1853 grosse wirtschaftliche und soziale Probleme. Pioda setzte sich vehement für politische Flüchtlinge ein und betrieb eine betont antiklerikale Politik.
Auf eidgenössischer Ebene nahm Pioda ab 1834 an verschiedenen Konferenzen zu Verkehrs- und Postthemen teil, in Turin führte er Verhandlungen in Zoll- und Eisenbahnfragen. 1844 und 1848 war er Abgesandter der Tagsatzung. Im Auftrag des nach dem Sonderbundskrieg entstandenen Bundesstaates war er Kommissär im Kanton Freiburg, wo es ihm gelang, erfolgreich zwischen Liberalen und Konservativen zu vermitteln und eine Versöhnung herbeizuführen. Im Oktober 1848 wurde Pioda bei den ersten Parlamentswahlen in den Nationalrat gewählt, wobei er ab 1851 den Wahlkreis Tessin-Süd repräsentierte. 1853 amtierte er als Nationalratspräsident. Er gehörte 1854 vorübergehend dem Ständerat an und kehrte 1855 in den Nationalrat zurück.

### Bundesrat und Diplomat

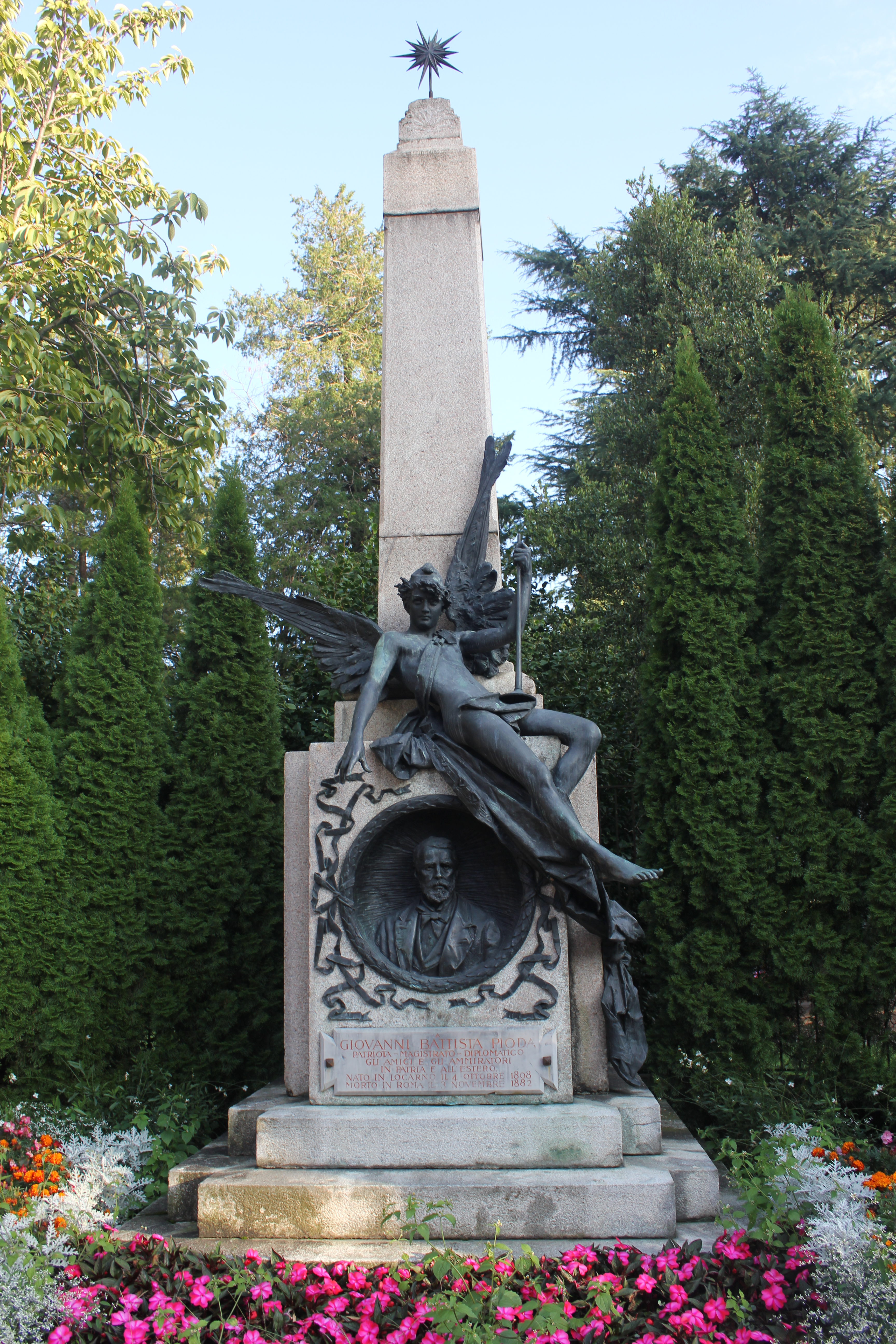
Denkmal in Locarno

Nach dem unerwarteten Tod von Stefano Franscini galt Pioda als aussichtsreichster Kandidat für dessen Nachfolge. Am 30. Juli 1857 wählte ihn die Vereinigte Bundesversammlung in den Bundesrat, wobei er im ersten Wahlgang 64 von 127 abgegebenen Stimmen und damit exakt das absolute Mehr erhielt. 13 Stimmen entfielen auf Sebastiano Beroldingen, 10 auf Joseph-Hyacinthe Barman und 40 auf weitere Personen. Unmittelbar darauf erhielt er das Departement des Innern zugewiesen, das er während seiner gesamten Amtszeit leitete.
Artikel 23 der Bundesverfassung ermöglichte es der Eidgenossenschaft, sich an Bauprojekten der Kantone zu beteiligen. Pioda gab den entscheidenden Anstoss zur Korrektion der Rhone im Kanton Wallis und des Rheins im Kanton St. Gallen sowie zur ersten Juragewässerkorrektion im Seeland. Durch die Ausrichtung von Subventionen strebte er danach, die Qualität und den Ertrag der Landwirtschaft zu verbessern. Wie sein Vorgänger widmete er sich ausgiebig der Statistik, was im Januar 1860 zur Gründung des Bundesamtes für Statistik führte. In der Frage einer Eisenbahnstrecke durch die Alpen setzte er sich ab 1863 aktiv für die Gotthardbahn ein, da sein Heimatkanton davon am meisten profitieren würde. Zu diesem Zweck nahm er mit italienischen Behörden Kontakt auf.
Am 26. Januar 1864 erklärte Pioda seinen Rücktritt. Wenig später übernahm er das Amt eines Botschafters am Hofe von König Viktor Emanuel II. Zunächst residierte er in Turin, ab 1865 in Florenz und schliesslich ab 1870 in Rom. Er nutzte seine diplomatischen Beziehungen, um der Gotthardbahn politisch zum Durchbruch zu verhelfen und Italien zu einer Teilfinanzierung in der Höhe von 55 Millionen Franken zu bewegen.